# Ligue 1 2023-2024 (Costa d'Avorio)
La Ligue 1 2023-2024 è stata la 66ª edizione della massima divisione del campionato ivoriano di calcio. Il campionato è iniziato il 7 ottobre 2023 ed è terminato il 1º giugno 2024.
L'ASEC Mimosas è la squadra campione in carica, avendo vinto il suo ventinovesimo titolo nazionale nella stagione 2022-2023. Il campionato è stato vinto dal San-Pédro, per la prima volta nella sua storia.

## Stagione

### Novità
Al termine della scorsa stagione sono state retrocesse in Ligue 2 ES Bafing e Bassam, ultime due classificate del campionato. Al loro posto sono state promosse Zoman e Mouna, prime due classificate della Ligue 2.

### Formula
Le 16 squadre partecipanti giocano un girone all'italiana con partite di andata e ritorno, per un totale di 30 giornate. Al termine della stagione, la prima classificata è campione della Costa d'Avorio e si qualifica per la CAF Champions League 2024-2025, mentre la seconda classificata si qualifica per la Coppa della Confederazione CAF 2024-2025. Le ultime due classificate vengono invece retrocesse in Ligue 2.

## Squadre partecipanti
| Squadra         | Città        | Stagione precedente           |
| --------------- | ------------ | ----------------------------- |
| AFAD Djekanou   | Abidjan      | 5° in Ligue 1                 |
| ASEC Mimosas    | Abidjan      | Campione della Costa d'Avorio |
| Bouaké          | Bouaké       | 13° in Ligue 1                |
| Denguélé        | Odienné      | 10° in Ligue 1                |
| Gagnoa          | Gagnoa       | 4° in Ligue 1                 |
| Indenié         | Abengourou   | 14° in Ligue 1                |
| Korhogo         | Korhogo      | 12° in Ligue 1                |
| Lys Sassandra   | Sassandra    | 11° in Ligue 1                |
| Mouna           | Akoupé       | Ligue 2                       |
| RC Abidjan      | Abidjan      | 6° in Ligue 1                 |
| San-Pédro       | San-Pédro    | 3° in Ligue 1                 |
| SOA             | Yamoussoukro | 2° in Ligue 1                 |
| SOL             | Abobo        | 9° in Ligue 1                 |
| Stade d'Abidjan | Abidjan      | 8° in Ligue 1                 |
| Stella Adjamé   | Abidjan      | 7° in Ligue 1                 |
| Zoman           | Abidjan      | Ligue 2                       |

## Classifica
|                           | Pos. | Squadra         | Pt | G  | V  | N  | P  | GF | GS | DR  |
| ------------------------- | ---- | --------------- | -- | -- | -- | -- | -- | -- | -- | --- |
| Costa d'Avorio (bandiera) | 1.   | San-Pédro       | 56 | 30 | 17 | 5  | 8  | 47 | 29 | +18 |
|                           | 2.   | Stade d'Abidjan | 51 | 30 | 14 | 9  | 7  | 41 | 24 | +17 |
|                           | 3.   | RC Abidjan      | 51 | 30 | 14 | 9  | 7  | 41 | 27 | +14 |
|                           | 4.   | ASEC Mimosas    | 50 | 30 | 14 | 8  | 8  | 31 | 15 | +16 |
|                           | 5.   | Stella Adjamé   | 45 | 30 | 13 | 6  | 11 | 39 | 29 | +10 |
|                           | 6.   | Zoman           | 43 | 30 | 11 | 10 | 9  | 29 | 27 | +2  |
|                           | 7.   | AFAD Djekanou   | 42 | 30 | 11 | 9  | 10 | 29 | 27 | +2  |
|                           | 8.   | SOA             | 42 | 30 | 11 | 9  | 10 | 33 | 32 | +1  |
|                           | 9.   | SOL             | 40 | 30 | 10 | 10 | 10 | 32 | 31 | +1  |
|                           | 10.  | Korhogo         | 40 | 30 | 10 | 10 | 10 | 31 | 31 | 0   |
|                           | 11.  | Lys Sassandra   | 36 | 30 | 9  | 9  | 12 | 32 | 32 | 0   |
|                           | 12.  | Denguélé        | 36 | 30 | 9  | 9  | 12 | 31 | 47 | -16 |
|                           | 13.  | Bouaké          | 33 | 30 | 8  | 9  | 13 | 29 | 39 | -10 |
|                           | 14.  | Mouna           | 32 | 30 | 8  | 8  | 14 | 26 | 43 | -17 |
|                           | 15.  | Gagnoa          | 28 | 30 | 6  | 10 | 14 | 19 | 37 | -18 |
|                           | 16.  | Indenié         | 26 | 30 | 6  | 8  | 16 | 27 | 47 | -20 |

Legenda
      Campione della Costa d'Avorio e ammessa alla CAF Champions League 2024-2025.
      Ammessa alla Coppa della Confederazione CAF 2024-2025.
      Retrocessa in Ligue 2 2024-2025.
Note:
Tre punti a vittoria, uno a pareggio, zero a sconfitta.